# ハーレーダビッドソン&マルボロマン
「ハーレーダビッドソン&マルボロマン」（Harley Davidson and the Marlboro Man）は、1991年制作のアメリカ合衆国のアクション映画。

## あらすじ
1996年のアメリカ独立記念日の夜、2年ぶりに故郷・ロサンゼルスに帰って来たハーレー・ダビッドソンは旧友である「マルボロマン」と再会した。そのまま、二人の親代わりとなってくれていたジャイルズが経営するロックバーに赴くが、その店は空港建設に伴う立ち退きを要求されており、店を続ける為には借地料250万ドルが必要だという。店を助けるべく2人は現金輸送車を襲撃、大金をゲットしたかと思いきや、中身は「クリスタル・ドリーム」と呼ばれる新種のドラッグであった。これを受けて麻薬密売組織が2人の命を狙ってヒットマングループを送り込むが…。

## キャスト
| 役名                   | 俳優                       | 日本語吹替 | 日本語吹替   | 日本語吹替 |
| 役名                   | 俳優                       | VHS版      | テレビ朝日版 |            |
| ---------------------- | -------------------------- | ---------- | ------------ | ---------- |
| ハーレー・ダビッドソン | ミッキー・ローク           | 安原義人   | 安原義人     |            |
| マルボロマン           | ドン・ジョンソン           | 大塚明夫   | 磯部勉       |            |
| ヴァージニア・スリム   | チェルシー・フィールド     | 佐々木優子 | 相沢恵子     |            |
| チャンス・ワイルダー   | トム・サイズモア           | 納谷六朗   | 牛山茂       |            |
| アレクサンダー         | ダニエル・ボールドウィン   | 幹本雄之   | 石塚運昇     |            |
| ジャイルズ氏           | ジュリアス・W・ハリス      | 大宮悌二   | 宮内幸平     |            |
| ジミー・ジャイルズ     | ジャンカルロ・エスポジート | 二又一成   | 大塚芳忠     |            |
| ジャック・ダニエルズ   | ビッグ・ジョン・スタッド   | 渡部猛     | 島香裕       |            |
| ルル・ダニエルズ       | ヴァネッサ・ウィリアムス   |            | 小川里永子   |            |
| トム                   | ロバート・ギンティ         | 荒川太郎   | 中博史       |            |
| キミコ                 | ティア・カレル             |            | 沢海陽子     |            |
| インディアン           | ブランスコム・リッチモンド |            | 中田和宏     |            |
| スージー               | ケリー・ヒュー             |            | 小川里永子   |            |

- テレビ朝日版：初回放送1993年10月31日『日曜洋画劇場』

## 音楽
オープニング曲
ウォンテッド・デッド・オア・アライヴ（ボン・ジョヴィ）
ハーレー・ダヴィットソン・アンド・マルボロ・マン [Soundtrack]
1. ロング・ウェイ・フロム・ホーム（コッパーヘッド）
2. ザ・ビッガー・ゼイ・カム（フランプトン&マリオット）
3. タワー・オブ・ラヴ（ロードハウス）
4. アイ・メス・アラウンド（シューティング・ギャラリー）
5. ワイルド・オブセッション（L.A.ガンズ）
6. カモン（スクリーミング・ジェッツ）
7. レッツ・ワーク・トゥゲザー（ケンタッキー・ヘッドハンターズ）
8. ハードライン（ウェイロン・ジェニングス）
9. ライド・ウィズ・ミー（ブラックアウト・スーザン）
10. ホワット・ウィル・アイ・テル・マイ・ハート（ヴァネッサ・ウィリアムス）

## 日本語字幕
- 菊地浩司[1]